# TJ Sokol Solopisky
TJ Sokol Solopisky (celým názvem: Tělovýchovná jednota Sokol Solopisky) je český klub ledního hokeje, který sídlí v obci Třebotov ve Středočeském kraji. Založen byl v roce 1937. Od sezóny 2018/19 působí ve Středočeské krajské soutěži, páté české nejvyšší soutěži ledního hokeje. Klubové barvy jsou červená a bílá.
Své domácí zápasy odehrává v Černošicích na tamějším zimním stadionu s kapacitou 300 diváků.

## Přehled ligové účasti
Stručný přehled
Zdroj: 
- 2008–2010: Okresní přebor - Praha-západ (6. ligová úroveň v České republice)
- 2010–2013: Středočeský meziokresní přebor – sk. A (6. ligová úroveň v České republice)
- 2013–2014: Středočeský meziokresní přebor – sk. B (6. ligová úroveň v České republice)
- 2014–2018: Středočeský meziokresní přebor (6. ligová úroveň v České republice)
- 2018– : Středočeská krajská soutěž – sk. Jih (5. ligová úroveň v České republice)

Jednotlivé ročníky
Zdroj: 
Legenda: ZČ - základní část, červené podbarvení - sestup, zelené podbarvení - postup, fialové podbarvení - reorganizace, změna skupiny či soutěže
| Česko (2008 – ) |                                        |           |          |                                       |               |
| Sezóny          | Soutěž                                 | Úroveň    | ZČ       | Play-off, nadstavba, sk. o udržení... | Poznámky      |
| 2008/09         | Okresní přebor - Praha-západ           | 6. úroveň | 1. místo |                                       |               |
| 2009/10         | Okresní přebor - Praha-západ           | 6. úroveň | 1. místo |                                       | Reorganizace  |
| 2010/11         | Středočeský meziokresní přebor – sk. A | 6. úroveň | 1. místo | Zápas o 3. místo (prohra)             |               |
| 2011/12         | Středočeský meziokresní přebor – sk. A | 6. úroveň | 5. místo | Skupina o umístění (9. místo)         |               |
| 2012/13         | Středočeský meziokresní přebor – sk. A | 6. úroveň | 3. místo | Čtvrtfinále                           | Změna skupiny |
| 2013/14         | Středočeský meziokresní přebor – sk. B | 6. úroveň | 1. místo | Vítěz                                 | Reorganizace  |
| 2014/15         | Středočeský meziokresní přebor         | 6. úroveň | 2. místo |                                       |               |
| 2015/16         | Středočeský meziokresní přebor         | 6. úroveň | 3. místo |                                       |               |
| 2016/17         | Středočeský meziokresní přebor         | 6. úroveň | 2. místo |                                       |               |
| 2017/18         | Středočeský meziokresní přebor         | 6. úroveň | 2. místo |                                       | Reorganizace  |
| 2018/19         | Středočeská krajská soutěž – sk. Jih   | 5. úroveň | 4. místo | Čtvrtfinále                           |               |
| 2019/20         | Středočeská krajská soutěž – sk. Jih   | 5. úroveň |          |                                       |               |